# Jordan Siebatcheu
Theoson-Jordan Siebatcheu, né le 26 avril 1996 à Washington (États-Unis), est un footballeur international américain qui évolue au poste d'avant-centre au Stade de Reims.

## Biographie
Theoson-Jordan Siebatcheu naît le 26 avril 1996 à Washington, la capitale des États-Unis. Son père et sa mère, originaires du Cameroun, sont respectivement chef d'entreprise et enseignante en langues en droit international.
Sa famille déménage en France, dans la région rémoise, alors qu'il est très jeune. Jordan Siebatcheu commence à jouer au football dès l'âge de sept ans au Stade de Reims. Il fait toutes ses classes avec le club champenois.
Jordan Siebatcheu brille avec les équipes de jeunes du Stade de Reims. En 2014, il dispute la finale de la Coupe Gambardella, perdue par les Rémois face à l'AJ Auxerre (2-0). L'année suivante, il remporte le titre de champion de France des moins de 19 ans, le Stade de Reims battant en finale le FC Nantes sur le score de quatre buts à un,. 

### Parcours en club

#### Stade de Reims
Le 31 janvier 2015, Jordan Siebatcheu dispute son premier match de Ligue 1 lors d'un déplacement du Stade de Reims sur la pelouse du Toulouse FC, remplaçant Alexi Peuget au cours de la seconde mi-temps. Lors de son deuxième match avec les professionnels, le 9 août 2015, il marque son premier but dans l'élite face au FC Girondins de Bordeaux et offre la victoire aux siens (2-1). 
En septembre 2015, il signe son premier contrat professionnel et s'engage pour une durée de trois ans avec son club formateur. Son entraîneur, Olivier Guégan, le fait alors régulièrement entrer en fin de match, comme joker, ce qui lui permet de marquer trois buts et de donner une passe décisive en cent-quatorze minutes jouées sur les six premières journées du championnat. En conséquence, le 22 septembre 2015, Jordan Siebatcheu est pour la première fois titulaire à la pointe de l'attaque, contre l'Angers SCO.

#### Stade rennais FC
Le 12 juin 2018, Jordan Siebatcheu est transféré pour 9 millions d’euros au Stade rennais FC, club avec lequel il signe un contrat de cinq ans. Durant la saison 2018-2019, il dispute 15 matchs de championnat, dont 7 comme titulaire, et marque 3 buts.
Le 10 février 2019, il se blesse à la cuisse lors d'une rencontre de championnat face à l'AS Saint-Étienne et est par la suite indisponible pendant deux mois. Il ne participe pas à la fin du parcours victorieux en Coupe de France du Stade rennais FC — il avait marqué les deux buts de Rennes en 8e de finale contre le LOSC Lille qui ont permis à son club d'accéder au tour suivant — qui voit le club breton gagner en finale contre le Paris Saint-Germain.

#### Prêt puis transfert au BSC Young Boys
Le 13 septembre 2020, Jordan Siebatcheu est prêté avec option d'achat au club suisse du BSC Young Boys. Il se montre prolifique avec le club suisse et commence à penser à une carrière en sélection nationale.
Le 18 mai 2021, le BSC Young Boys décide de lever l'option d'achat pour 2,5 millions.

#### Union Berlin
Après une grosse saison lors de l'exercice précédent en marquant vingt-sept buts avec le BSC Young Boys, Jordan Siebatcheu s'engage au cours du mercato d'été 2022 pour quatre ans avec l'Union Berlin, soit jusqu'en juin 2026. Son transfert est estimé par la presse allemande à six millions d'euros, avec deux millions supplémentaires de bonus.

#### Prêt au Borussia Mönchengladbach
Le 31 août 2023, Jordan Siebatcheu est prêté au Borussia Mönchengladbach pour une durée d'un an.

#### Retour au Stade de Reims
Le 4 février 2025, Jordan Siebatcheu fait son retour au Stade de Reims, six ans et demi après l'avoir quitté, et paraphe un contrat de deux ans et demi, soit jusqu'en juin 2027,,.
Le 6 février 2025, il dispute son premier match à l'occasion des huitièmes de finale de Coupe de France contre le FC Bourgoin-Jallieu,,. Rentré à la mi-temps, il se blesse à la 62e minute de jeu et sort sur civière pour être remplacé par Patrick Zabi,.

### Parcours en sélection nationale
Possédant à la fois la nationalité américaine et française, Jordan Siebatcheu est éligible pour la sélection américaine mais aussi pour la France ayant grandi à Reims, et le Cameroun, pays dont il possède des origines. Le 11 mars 2021, il déclare qu'il serait très heureux de jouer pour la sélection américaine,,.
Le 5 juin 2021, il inscrit son premier but pour l'équipe des États-Unis lors d'une victoire un but à zéro face au Honduras en demi-finale de la Ligue des nations de la CONCACAF.

## Statistiques
| Saison                | Club                            | Championnat           | Championnat | Championnat | Coupe nationale | Coupe nationale | Coupe de la Ligue | Coupe de la Ligue | Compétition(s) continentale(s) | Compétition(s) continentale(s) | Compétition(s) continentale(s) | Total | Total |
| Saison                | Club                            | Division              | M.          | B.          | M.              | B.              | M.                | B.                | Comp.                          | M.                             | B.                             | M.    | B.    |
| 2014-2015             | Stade de Reims                  | Ligue 1               | 1           | 0           | -               | -               | -                 | -                 | -                              | -                              | -                              | 1     | 0     |
| 2015-2016             | Stade de Reims                  | Ligue 1               | 25          | 3           | -               | -               | 1                 | 0                 | -                              | -                              | -                              | 26    | 3     |
| 2016-2017             | Stade de Reims                  | Ligue 1               | 8           | 0           | 1               | 3               | 1                 | 1                 | -                              | -                              | -                              | 10    | 4     |
| 2017-2018             | Stade de Reims                  | Ligue 2               | 35          | 17          | 2               | 1               | 1                 | 0                 | -                              | -                              | -                              | 38    | 18    |
| Sous-total            | Sous-total                      | Sous-total            | 69          | 20          | 3               | 4               | 3                 | 1                 | -                              | -                              | -                              | 75    | 25    |
| 2016-2017             | LB Châteauroux (prêt)           | National              | 15          | 10          | 1               | 1               | -                 | -                 | -                              | -                              | -                              | 16    | 11    |
| 2018-2019             | Stade rennais FC                | Ligue 1               | 15          | 3           | 3               | 3               | 2                 | 0                 | C3                             | 3                              | 1                              | 23    | 7     |
| 2019-2020             | Stade rennais FC                | Ligue 1               | 14          | 0           | 2               | 1               | 0                 | 0                 | C3                             | 5                              | 0                              | 21    | 1     |
| Sous-total            | Sous-total                      | Sous-total            | 29          | 3           | 5               | 4               | 2                 | 0                 | -                              | 8                              | 1                              | 44    | 8     |
| 2020-2021             | BSC Young Boys (prêt)           | Super League          | 32          | 12          | 1               | 0               | -                 | -                 | C1+C3                          | 1+9                            | 0+3                            | 43    | 15    |
| 2021-2022             | BSC Young Boys                  | Super League          | 32          | 22          | 1               | 0               | -                 | -                 | C1                             | 12                             | 5                              | 45    | 27    |
| Sous-total            | Sous-total                      | Sous-total            | 64          | 34          | 2               | 0               | -                 | -                 | -                              | 22                             | 8                              | 88    | 42    |
| 2022-2023             | Union Berlin                    | Bundesliga            | 31          | 4           | 3               | 1               | -                 | -                 | C3                             | 8                              | 0                              | 42    | 5     |
| 2023-2024             | Union Berlin                    | Bundesliga            | 1           | 0           | 1               | 0               | -                 | -                 | C1                             | -                              | -                              | 2     | 0     |
| 2024-2025             | Union Berlin                    | Bundesliga            | 18          | 0           | 2               | 0               | -                 | -                 | -                              | -                              | -                              | 20    | 0     |
| Sous-total            | Sous-total                      | Sous-total            | 50          | 4           | 6               | 1               | -                 | -                 | -                              | 8                              | 0                              | 64    | 5     |
| 2023-2024             | Borussia Mönchengladbach (prêt) | Bundesliga            | 25          | 5           | 2               | 2               | -                 | -                 | -                              | -                              | -                              | 27    | 7     |
| 2024-2025             | Stade de Reims                  | Ligue 1               | 7+2         | 1+0         | 2               | 0               | -                 | -                 | -                              | -                              | -                              | 11    | 1     |
| 2025-2026             | Stade de Reims                  | Ligue 2               | 2           | 0           | -               | -               | -                 | -                 | -                              | -                              | -                              | 2     | 0     |
| Sous-total            | Sous-total                      | Sous-total            | 11          | 1           | 2               | 0               | -                 | -                 | -                              | -                              | -                              | 13    | 1     |
| Total sur la carrière | Total sur la carrière           | Total sur la carrière | 263         | 77          | 21              | 12              | 5                 | 1                 | -                              | 38                             | 9                              | 327   | 99    |

## Palmarès

### En club
| Stade de Reims (2) | LB Châteauroux (1)                             | BCC Young Boys (1)                           |
| --- | ---------------------------------------------- | -------------------------------------------- |
| - Ligue 2 : - Champion : 2018. - Coupe de France : - Finaliste : 2025 - Coupe Gambardella : - Finaliste : 2014. - Championnats des -19 ans : - Champion : 2015. | - Championnat de National : - Champion : 2017. | - Championnat de Suisse : - Champion : 2021. |

### En sélection
| États-Unis (1)                            |
| ----------------------------------------- |
| - Ligue des nations : - Vainqueur : 2020. |

### Distinctions individuelles
- Meilleur buteur du championnat de Suisse en 2022 avec 22 buts.